# Will Barnet
Will Barnet (* 25. Mai 1911 in Beverly, Massachusetts; † 13. November 2012 in New York City) war ein US-amerikanischer Maler und Grafiker, der für seine stilisierten und flächigen Darstellungen von Frauen und häuslichen Szenen bekannt ist.

## Leben
Will Barnet wurde 1911 in Beverly, Massachusetts geboren. Im Alter von zwölf Jahren hatte er ein Atelier im Keller seiner Eltern, und mit sechzehn begann Barnet seine formale Ausbildung an der School of the Museum of Fine Arts in Boston, wo er von 1927 bis 1930 Schüler des Malers Philip Leslie Hale war. Er gewann ein dreijähriges Stipendium an der Art Students League of New York, wo er bei Charles Locke die Techniken der Lithografie erlernte. Im Jahr 1934 wurde er zum Drucker der Art Students League ernannt. Barnet unterrichtete kurze Zeit an der Cornell University, in Yale, an der Cooper Union, an der Pennsylvania Academy of the Fine Arts und an der Museum School in Boston. In den 1930er Jahren arbeitete er für das WPA Art Project und wurde 1945 von der Art Students League eingestellt, wo er bis 1980 als Professor für Malerei tätig war.
1935 hatte er seine erste Verkaufsausstellung im Eighth Street Playhouse in Manhattan und drei Jahre später seine erste Galerieausstellung in der Hudson Walker Gallery in Manhattan. Auf der Weltausstellung 1939 war er in der Ausstellung American Art Today vertreten. Im Laufe der Jahrzehnte wurde sein Werk in zahlreichen Ausstellungen gezeigt, darunter sechsmal in den Jahresausstellungen des Whitney Museum of American Art. Es gab zahlreiche Museumsretrospektiven und 2011 wurde die Ausstellung Will Barnet at 100 in der National Academy gezeigt. Will Barnet wurde 1974 zum assoziierten Mitglied der National Academy of Design gewählt und 1982 zum Mitglied der Akademie ernannt. Er war außerdem Mitglied des Philadelphia Print Club, des American Artists Congress, der American Abstract Artists, der Federation of Modern Painters and Sculptors, der Society of American Graphic Artists, der Century Association und der Royal Society of Artists, England. Präsident Obama verlieh ihm 2011 die National Medal of Arts.
Seine Werke befinden sich im Museum of Fine Arts in Boston, im Carnegie Museum in Pittsburgh, im Cleveland Museum of Art, im Fogg Art Museum der Harvard University, im Guggenheim Museum in New York, in der Library of Congress in Washington, D.C., im Metropolitan Museum of Art in New York, in der Pennsylvania Academy of Fine Art in Philadelphia, in der Phillips Collection in Washington, D.C., im Smithsonian American Art Museum und im Whitney Museum of American Art in New York. Will Barnet starb am 13. November 2012 in seinem Haus in Manhattan, New York.

## Werk
Barnets Werk umfasst verschiedene Phasen, von sozialrealistischen Darstellungen in den 1930er Jahren über abstrakte Arbeiten in den 1950er Jahren bis hin zu seinen charakteristischen figurativen Kompositionen ab den 1960er Jahren. Seine Bilder zeichnen sich durch klare Linien und flächige Farbgebung aus und thematisieren häufig Frauen in häuslichen Umgebungen.